# Haakon II van Noorwegen
Haakon Sigurdsson, bijgenaamd Haakon Herdebrei (Breedschouder) ( 1147 - Sekken, 7 juli 1162) was van 1157 tot 15 juni 1162 koning van Noorwegen. Haakon was een onwettige zoon van Sigurd Munn en volgde zijn oom Øystein II op als koning. Haakon werd gedood door Erling Skakke, de vader van koning Magnus V, te Sekken in Romsdalen op 7 juli 1162
Hij was een van de koningen tijdens de periode van burgeroorlogen in de Noorse geschiedenis die duurden van 1130 tot 1217. Tijdens deze periode waren er talloze elkaar overlappende conflicten op variërende schaal en intensiteit. De achtergrond van deze conflicten was de onduidelijke Noorse wet die de troonopvolging regelde, de sociale omstandigheden in die tijd en de strijd tussen kerk en koning. Er waren twee hoofdstromingen die (eerst nog naamloos of onder andere namen bekendstonden) als de Bagli-partij en Birkebeiner-partij bekend zouden worden. Hun voorman was meestal een troonpretendent van de partij in kwestie om zo op deze wijze te proberen de macht in Noorwegen te verkrijgen. Haakon hoorde tot de groep waaruit later de Birkebeiner-partij zou ontstaan. De Birkebeiner-partij zou uiteindelijk in 1217 de machtsstrijd winnen toen hun kandidaat Haakon IV alleenheerser zou worden in Noorwegen.